# 三条市歴史民俗産業資料館
三条市歴史民俗産業資料館（さんじょうしれきしみんぞくさんぎょうしりょうかん）は、新潟県三条市に所在する博物館。

## 概要
1935年（昭和10年）に竣工した「武徳殿」の建物を、1989年に市民の郷土に対する認識を深め、教育、学術及び文化の向上を図るため、三条市歴史民俗産業資料館として開館した。
三条市の郷土歴史、民俗、産業、自然等に関する資料の収集、保管及び展示、調査研究、受託・借用を主たる事業としている。

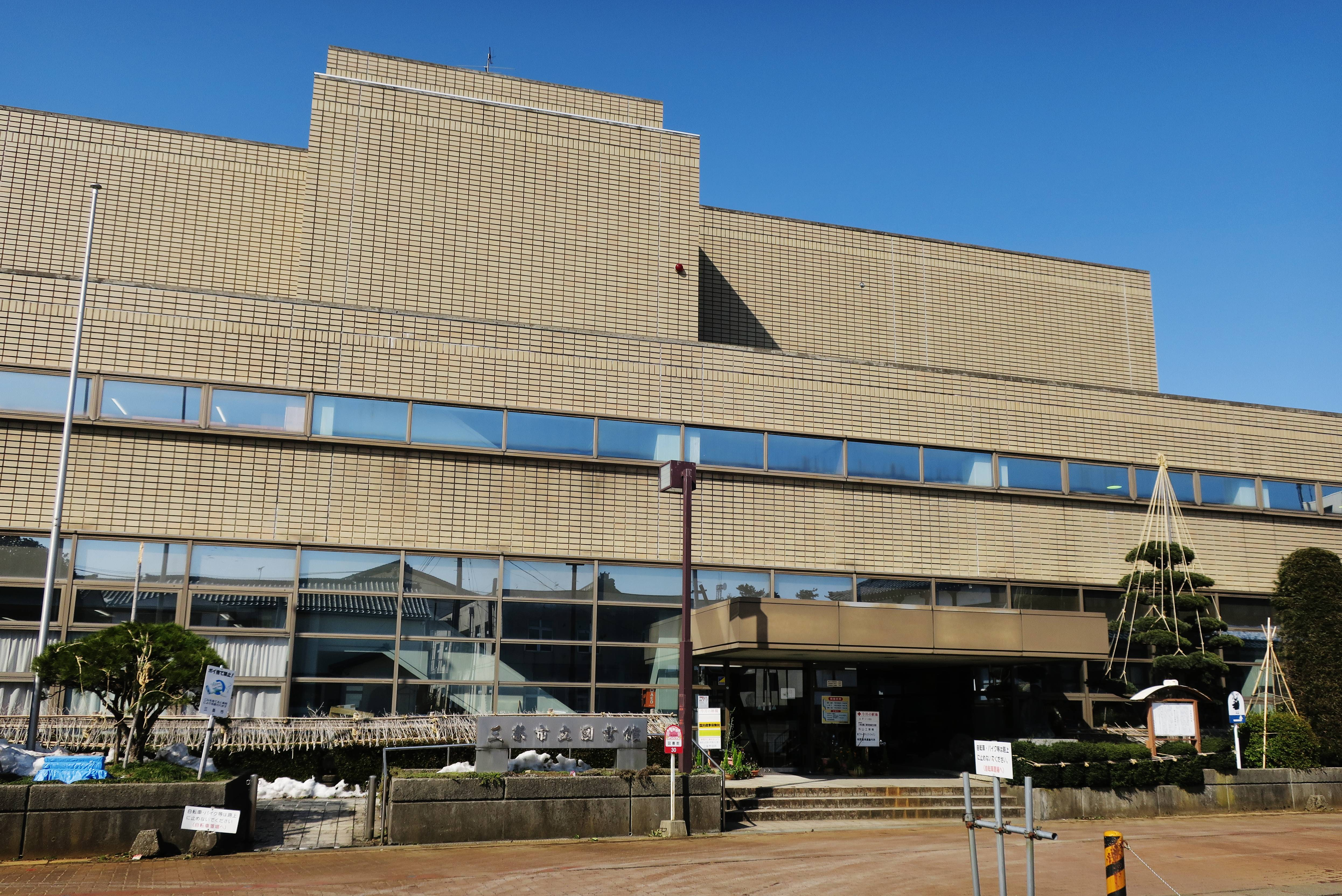
旧三条市立図書館の建物（図書館現役時代の2018年）

2024年7月には旧三条市立図書館の3階建の建物のうち1階部分を改修して別館「ほまれあ」がオープン。名誉市民6人（後述）の作品や資料展示を行う「名誉市民ギャラリー」と、市民向けの「市民芸術ギャラリー」が設けられた。
これに先立って、2023年9月には本館の展示内容が大きくリニューアルされた。

## 展示

### 常設展示
本館は、川を輸送路とした商業やものづくりなど「三条らしさ」がどのように醸成されたかをテーマとする。旧石器・縄文から明治・大正・昭和まで時代ごとの展示のほか、燕三条地域の文化・産業の展示、武徳殿に関する展示、三条の偉人である栗林得太郎・栗林五朔の展示がある。
別館「ほまれあ」は、名誉市民6人（諸橋轍次、小林ハル、鶴巻三郎、岩田正巳、ジャイアント馬場、渡辺義雄）の作品や資料展示を行う「名誉市民ギャラリー」と、市民向けの「市民芸術ギャラリー」からなる。

### 過去の常設展示
2004年時点での展示内容は以下の通りである。
- 縄文コーナー：吉野家遺跡、上野原遺跡の出土品を展示
- 日食コーナー：三条は日本で初めて科学的な日食観測が行われた全国5か所（三条、白河、黒磯、東京、銚子）のうちのひとつであり、それにまつわる展示
- 三条出身の名工 刀匠 栗原信秀コーナー
- 名誉市民 岩田正巳画伯記念室
- 名誉市民 写真家渡邉義雄先生 作品展示コーナー
- 三条と近代文学のコーナー：夏目漱石『野分』、吉川英治『宮本武蔵』
- 保内三王山古墳群展示コーナー：出土品を展示
- 産業展示コーナー：金物産業の展示。握鋏や墨壺の体験コーナーあり。

### 特別展示
江戸時代の三条画人、三条にゆかりの深い芸術家、三条の歴史などが展示される

## 講座
- 三条歴史講座
- 三條町の歴史案内：主に5月 - 11月の第2土曜日に開催され、無料で参加できる
  - 個人：事前申込みなし
  - 5人以上の団体：1週間前までに申し込めばいつでも開催される

## 武徳殿
1934年の三条市市制施行を契機に、当時の陸軍大将鈴木荘六（三条出身）を顧問、今井雄七（丸井商店社長）を発起人に、「武徳殿」建設計画が具現化した。今井の寄附（3万5千円）をはじめ寄附金4万5千円を集め、1935年2月20日に起工、7月19日に竣工した。設計は東京の木田組、施工は高野熊次郎（棟梁、下田村出身）。
竣工当初は、唐破風の玄関より入り、正面に武甕槌命を主神とする鹿島神宮を祭り、剣道場、柔道場、弓道場、貴賓室を配していた。
戦後、一時的にGHQに接収されたが、1947年からは公会堂、1949年からは三条市公民館、1981年からは三条市立青少年育成センターとして使用された。1983年には三条市立図書館の新館建設工事により一部を図書館として使用したこともあった。
1989年に青少年育成センターが移転し、本館は三条市歴史民俗産業資料館として使用されることになった。

### 登録有形文化財
本館の建造物は2009年8月7日付けで国の登録有形文化財に登録された（官報告示は同年8月25日、登録番号：15-0311）。登録の名称は「三条市歴史民俗産業資料館（旧武徳殿）」、登録基準は「国土の歴史的景観に寄与しているもの」である。
建物は重厚で厳粛な雰囲気をもつ、武徳鍛錬の場の形式を残す施設で、武徳殿建築の好例であると評されている。入母屋造桟瓦葺、千鳥破風付きで、周囲に下屋庇をまわし、正面に唐破風造の玄関があり、武徳殿の典型的な形態を伝えている。

## 利用情報
- 開館時間：9時 - 17時
- 休館日：月曜日（休日の場合を除く）、毎月末日（土曜日・日曜日・祝日の場合を除く）、12月29日 - 1月3日
- 入館料：無料

## 交通アクセス
- JR弥彦線 北三条駅 徒歩約3分